# Selenica
Selenica nebo také Selenicë, je město v Albánii. Má 6 900 obyvatel, převážně arumunského původu. Nachází se na místě starořecké kolonie Nymfeon.

## Sport
Sídlí zde fotbalový klub KS Selenice.